# Équipe de Belgique de football en 1994
Maillots
Chronologie
Saison précédente Saison suivante
L'équipe de Belgique de football participe en 1994 à sa neuvième phase finale de Coupe du monde, la quatrième consécutive, dont cette édition se tient aux États-Unis du 17 juin au 17 juillet, dispute auparavant trois rencontres amicales de préparation et entame ensuite les éliminatoires du Championnat d'Europe 1996.

## Objectifs
Comme à l'occasion de leurs trois participations précédentes, l'ambition des Belges est d'accéder au second tour, la phase à élimination directe de la Coupe du monde. Le deuxième objectif est de bien commencer les éliminatoires de l'Euro 1996 afin de tenter de se qualifier pour le tournoi final.

## Résumé de la saison
Sous la conduite de Van Himst, les Belges terminent en tête de leur groupe de qualification pour la Coupe du monde 1994, à égalité avec la Roumanie. Durant sa préparation, la Belgique signe la plus large victoire de son histoire jusqu'alors en s'imposant (9-0) face à la Zambie, Josip Weber inscrivant cinq buts au cours du match. Grâce à leurs bonnes performances lors des éditions précédentes, ils héritent du statut de tête de série pour la phase finale aux États-Unis. Les Diables Rouges entament la compétition par deux victoires, sur le Maroc (1-0) et les Pays-Bas (1-0), grâce notamment à Michel Preud'homme, élu meilleur gardien de but du tournoi. Ils se font pourtant surprendre lors de leur dernier match contre l'Arabie saoudite (0-1) et terminent 3e, à la différence de buts. Ils héritent en huitième de finale de l'Allemagne, tenante du titre, et s'inclinent (3-2), face à leur « bête noire ».

## Bilan de l'année
Le bilan de l'équipe belge est mitigé avec 5 victoires, 5 défaites et 1 partage. Après une préparation en dents de scie et le faux pas en Coupe du monde face à l'Arabie saoudite (0-1) qui les a obligés à affronter l'Allemagne, tenante du titre, en huitième de finale, alors qu'ils avaient tout en main pour se garantir un adversaire sans doute plus aisé avec l'Irlande ou la Suède, les éliminatoires pour l'Euro 1996 démarrent sur un mode mineur avec une seule victoire en quatre rencontres, dont une raclée encaissée à domicile face à l'Espagne (1-4), et plus personne parmi les observateurs ne croit encore à la qualification. Au classement mondial de la FIFA, la Belgique passe de la 25e à la 24e position.

### Coupe du monde 1994

#### Phase de groupes (Groupe F)
| Classement final |                 |     |   |   |   |   |    |    |      |
|                  | Équipe          | Pts | J | G | N | P | BP | BC | Diff |
| 1                | Pays-Bas        | 6   | 3 | 2 | 0 | 1 | 4  | 3  | +1   |
| 2                | Arabie saoudite | 6   | 3 | 2 | 0 | 1 | 4  | 3  | +1   |
| 3                | Belgique        | 6   | 3 | 2 | 0 | 1 | 2  | 1  | +1   |
| 4                | Maroc           | 0   | 3 | 0 | 0 | 3 | 2  | 5  | -3   |

| 19 juin | Belgique        | 1 | 0 | Maroc           |
| 20 juin | Pays-Bas        | 2 | 1 | Arabie saoudite |
| 25 juin | Arabie saoudite | 2 | 1 | Maroc           |
| 25 juin | Belgique        | 1 | 0 | Pays-Bas        |
| 29 juin | Arabie saoudite | 1 | 0 | Belgique        |
| 29 juin | Pays-Bas        | 2 | 1 | Maroc           |

#### Phase à élimination directe
|  | Huitièmes de finale    | Huitièmes de finale     |           |                        | Quarts de finale       | Quarts de finale      |   |  | Demi-finales          | Demi-finales          |  |  | Finale                | Finale                |
|  | Huitièmes de finale    | Huitièmes de finale     |           |                        | Quarts de finale       | Quarts de finale      |   |  | Demi-finales          | Demi-finales          |  |  | Finale                | Finale                |
|  |                        |                         |           |                        |                        |                       |   |  |                       |                       |  |  |                       |                       |
|  | 3 Juillet / Pasadena   | 3 Juillet / Pasadena    |           |                        | 10 Juillet / Stanford  | 10 Juillet / Stanford |   |  | 13 Juillet / Pasadena | 13 Juillet / Pasadena |  |  | 17 Juillet / Pasadena | 17 Juillet / Pasadena |
|  | 3 Juillet / Pasadena   | 3 Juillet / Pasadena    |           |                        | 10 Juillet / Stanford  | 10 Juillet / Stanford |   |  | 13 Juillet / Pasadena | 13 Juillet / Pasadena |  |  | 17 Juillet / Pasadena | 17 Juillet / Pasadena |
|  | Roumanie               | 3                       |           |                        | 10 Juillet / Stanford  | 10 Juillet / Stanford |   |  | 13 Juillet / Pasadena | 13 Juillet / Pasadena |  |  | 17 Juillet / Pasadena | 17 Juillet / Pasadena |
|  | Roumanie               | 3                       |           |                        | 10 Juillet / Stanford  | 10 Juillet / Stanford |   |  | 13 Juillet / Pasadena | 13 Juillet / Pasadena |  |  | 17 Juillet / Pasadena | 17 Juillet / Pasadena |
|  | Argentine              | 2                       |           |                        | 10 Juillet / Stanford  | 10 Juillet / Stanford |   |  | 13 Juillet / Pasadena | 13 Juillet / Pasadena |  |  | 17 Juillet / Pasadena | 17 Juillet / Pasadena |
|  | Argentine              | 2                       | Roumanie  | 2ap (4)                |                        |                       |   |  | 13 Juillet / Pasadena | 13 Juillet / Pasadena |  |  | 17 Juillet / Pasadena | 17 Juillet / Pasadena |
|  | 3 Juillet / Dallas     |                         | Roumanie  | 2ap (4)                |                        |                       |   |  | 13 Juillet / Pasadena | 13 Juillet / Pasadena |  |  | 17 Juillet / Pasadena | 17 Juillet / Pasadena |
|  |                        | Suède                   | 2 tab(5)  |                        |                        |                       |   |  | 13 Juillet / Pasadena | 13 Juillet / Pasadena |  |  | 17 Juillet / Pasadena | 17 Juillet / Pasadena |
|  | Suède                  | Suède                   | 2 tab(5)  | 3                      |                        |                       |   |  | 13 Juillet / Pasadena | 13 Juillet / Pasadena |  |  | 17 Juillet / Pasadena | 17 Juillet / Pasadena |
|  | Suède                  | 9 Juillet / Dallas      |           | 3                      |                        |                       |   |  | 13 Juillet / Pasadena | 13 Juillet / Pasadena |  |  | 17 Juillet / Pasadena | 17 Juillet / Pasadena |
|  | Arabie saoudite        | 1                       |           |                        |                        |                       |   |  | 13 Juillet / Pasadena | 13 Juillet / Pasadena |  |  | 17 Juillet / Pasadena | 17 Juillet / Pasadena |
|  | Arabie saoudite        | 1                       | Suède     | 0                      |                        |                       |   |  |                       |                       |  |  | 17 Juillet / Pasadena | 17 Juillet / Pasadena |
|  | 4 Juillet / Stanford   |                         | Suède     | 0                      |                        |                       |   |  |                       |                       |  |  | 17 Juillet / Pasadena | 17 Juillet / Pasadena |
|  |                        | Brésil                  | 1         |                        |                        |                       |   |  |                       |                       |  |  | 17 Juillet / Pasadena | 17 Juillet / Pasadena |
|  | Brésil                 | Brésil                  | 1         | 1                      |                        |                       |   |  |                       |                       |  |  | 17 Juillet / Pasadena | 17 Juillet / Pasadena |
|  | Brésil                 | 13 Juillet / New Jersey |           | 1                      |                        |                       |   |  |                       |                       |  |  | 17 Juillet / Pasadena | 17 Juillet / Pasadena |
|  | États-Unis             | 0                       |           |                        |                        |                       |   |  |                       |                       |  |  | 17 Juillet / Pasadena | 17 Juillet / Pasadena |
|  | États-Unis             | 0                       | Brésil    | 3                      |                        |                       |   |  |                       |                       |  |  | 17 Juillet / Pasadena | 17 Juillet / Pasadena |
|  | 4 Juillet / Orlando    |                         | Brésil    | 3                      |                        |                       |   |  |                       |                       |  |  | 17 Juillet / Pasadena | 17 Juillet / Pasadena |
|  |                        | Pays-Bas                | 2         |                        |                        |                       |   |  |                       |                       |  |  | 17 Juillet / Pasadena | 17 Juillet / Pasadena |
|  | Pays-Bas               | Pays-Bas                | 2         | 2                      |                        |                       |   |  |                       |                       |  |  | 17 Juillet / Pasadena | 17 Juillet / Pasadena |
|  | Pays-Bas               | 10 Juillet / New Jersey |           | 2                      |                        |                       |   |  |                       |                       |  |  | 17 Juillet / Pasadena | 17 Juillet / Pasadena |
|  | République d'Irlande   | 0                       |           |                        |                        |                       |   |  |                       |                       |  |  | 17 Juillet / Pasadena | 17 Juillet / Pasadena |
|  | République d'Irlande   | 0                       | Brésil    | 0ap (3)                |                        |                       |   |  |                       |                       |  |  |                       |                       |
|  | 2 Juillet / Chicago    |                         | Brésil    | 0ap (3)                |                        |                       |   |  |                       |                       |  |  |                       |                       |
|  |                        | Italie                  | 0 tab(2)  |                        |                        |                       |   |  |                       |                       |  |  |                       |                       |
|  | Allemagne              | Italie                  | 0 tab(2)  | 3                      |                        |                       |   |  |                       |                       |  |  |                       |                       |
|  | Allemagne              |                         |           | 3                      |                        |                       |   |  |                       |                       |  |  |                       |                       |
|  | Belgique               | 2                       |           |                        |                        |                       |   |  |                       |                       |  |  |                       |                       |
|  | Belgique               | 2                       | Allemagne | 1                      |                        |                       |   |  |                       |                       |  |  |                       |                       |
|  | 5 Juillet / New Jersey |                         | Allemagne | 1                      |                        |                       |   |  |                       |                       |  |  |                       |                       |
|  |                        | Bulgarie                | 2         |                        |                        |                       |   |  |                       |                       |  |  |                       |                       |
|  | Bulgarie               | Bulgarie                | 2         | 1ap (3)                |                        |                       |   |  |                       |                       |  |  |                       |                       |
|  | Bulgarie               | 9 Juillet / Foxborough  |           | 1ap (3)                |                        |                       |   |  |                       |                       |  |  |                       |                       |
|  | Mexique                | 1 tab(1)                |           |                        |                        |                       |   |  |                       |                       |  |  |                       |                       |
|  | Mexique                | 1 tab(1)                | Bulgarie  | 1                      |                        |                       |   |  |                       |                       |  |  |                       |                       |
|  | 5 Juillet / Foxborough |                         | Bulgarie  | 1                      |                        |                       |   |  |                       |                       |  |  |                       |                       |
|  |                        | Italie                  | 2         |                        |                        |                       |   |  |                       |                       |  |  |                       |                       |
|  | Italie                 | Italie                  | 2         | 2 ap                   |                        |                       |   |  |                       |                       |  |  |                       |                       |
|  | Italie                 |                         |           | 2 ap                   |                        |                       |   |  |                       |                       |  |  |                       |                       |
|  | Nigeria                | 1                       |           | Match pour la 3e place | Match pour la 3e place |                       |   |  |                       |                       |  |  |                       |                       |
|  | Nigeria                | 1                       | Italie    | Match pour la 3e place | Match pour la 3e place | 2                     |   |  |                       |                       |  |  |                       |                       |
|  | 2 Juillet / Washington | 2 Juillet / Washington  | Italie    | 16 Juillet / Pasadena  | 16 Juillet / Pasadena  | 2                     |   |  |                       |                       |  |  |                       |                       |
|  | 2 Juillet / Washington | 2 Juillet / Washington  |           | 16 Juillet / Pasadena  | 16 Juillet / Pasadena  | Espagne               | 1 |  |                       |                       |  |  |                       |                       |
|  | Espagne                | 3                       | Suède     | 4                      |                        | Espagne               | 1 |  |                       |                       |  |  |                       |                       |
|  | Espagne                | 3                       | Suède     | 4                      |                        |                       |   |  |                       |                       |  |  |                       |                       |
|  | Suisse                 | 0                       |           | Bulgarie               | 0                      |                       |   |  |                       |                       |  |  |                       |                       |
|  | Suisse                 | 0                       |           | Bulgarie               | 0                      |                       |   |  |                       |                       |  |  |                       |                       |

### Classement mondial FIFA
| Classement | Équipe        | Score total (déc. 1994) | Points précédents (déc. 1993) | Évolution | Position        |
| ---------- | ------------- | ----------------------- | ----------------------------- | --------- | --------------- |
| 22         | Égypte        | 48                      | 45                            | +3        | en augmentation |
| 23         | États-Unis    | 48                      | 46                            | +2        | en diminution   |
| 24         | Belgique      | 47                      | 45                            | +2        | en augmentation |
| 25         | Côte d'Ivoire | 47                      | 42                            | +5        | en augmentation |
| 26         | Ghana         | 47                      | 40                            | +7        | en augmentation |

Source : FIFA.

## Les matchs
| Match amical                                                     | Malte        | 1 - 0   | Belgique | Ta' Qali Stadium Ta' Qali, Malte                 |                                                  |
| 16 février 1994 · 18:00 heure locale · Historique des rencontres | Busuttil 35e | (1 – 0) |          | Spectateurs : 2 640 Arbitrage : Angelo Amendolia | Spectateurs : 2 640 Arbitrage : Angelo Amendolia |
| 16 février 1994 · 18:00 heure locale · Historique des rencontres | Rapport      |         |          | Spectateurs : 2 640 Arbitrage : Angelo Amendolia | Spectateurs : 2 640 Arbitrage : Angelo Amendolia |

Note : Première rencontre officielle entre les deux nations.
| Match amical                                                 | Belgique                                                   | 9 - 0   | Zambie     | Stade du Heysel Laeken, Belgique             |                                              |
| 4 juin 1994 · 19:00 heure locale · Historique des rencontres | Weber 9e 15e 58e 61e 89e · Degryse 29e 39e 63e · Nilis 56e | (4 – 0) |            | Spectateurs : 16 850 Arbitrage : Hugh Dallas | Spectateurs : 16 850 Arbitrage : Hugh Dallas |
| 4 juin 1994 · 19:00 heure locale · Historique des rencontres |                                                            | Rapport | Chongo 32e | Spectateurs : 16 850 Arbitrage : Hugh Dallas | Spectateurs : 16 850 Arbitrage : Hugh Dallas |

Note : Première rencontre officielle entre les deux nations.
| Match amical                                                 | Belgique                           | 3 - 1   | Hongrie           | Stade du Heysel Laeken, Belgique                          |                                                           |
| 8 juin 1994 · 20:00 heure locale · Historique des rencontres | Weber 5e · Degryse 36e · Nilis 66e | (2 – 0) | Jagodics (hu) 55e | Spectateurs : 17 693 Arbitrage : Zbigniew Przesmycki (hu) | Spectateurs : 17 693 Arbitrage : Zbigniew Przesmycki (hu) |
| 8 juin 1994 · 20:00 heure locale · Historique des rencontres | Rapport                            |         |                   | Spectateurs : 17 693 Arbitrage : Zbigniew Przesmycki (hu) | Spectateurs : 17 693 Arbitrage : Zbigniew Przesmycki (hu) |

| Coupe du monde 1994 Premier tour - Groupe F                   | Belgique    | 1 - 0   | Maroc | Florida Citrus Bowl Orlando, États-Unis             |                                                     |
| 19 juin 1994 · 12:30 heure locale · Historique des rencontres | Degryse 11e | (1 – 0) |       | Spectateurs : 61 219 Arbitrage : José Torres Cadena | Spectateurs : 61 219 Arbitrage : José Torres Cadena |
| 19 juin 1994 · 12:30 heure locale · Historique des rencontres | Rapport     |         |       | Spectateurs : 61 219 Arbitrage : José Torres Cadena | Spectateurs : 61 219 Arbitrage : José Torres Cadena |

Note : Première rencontre officielle entre les deux nations.
| Coupe du monde 1994 Premier tour - Groupe F                   | Belgique   | 1 - 0   | Pays-Bas | Florida Citrus Bowl Orlando, États-Unis           |                                                   |
| 25 juin 1994 · 12:30 heure locale · Historique des rencontres | Albert 65e | (0 – 0) |          | Spectateurs : 62 387 Arbitrage : Renato Marsiglia | Spectateurs : 62 387 Arbitrage : Renato Marsiglia |
| 25 juin 1994 · 12:30 heure locale · Historique des rencontres | Rapport    |         |          | Spectateurs : 62 387 Arbitrage : Renato Marsiglia | Spectateurs : 62 387 Arbitrage : Renato Marsiglia |

| Coupe du monde 1994 Premier tour - Groupe F                   | Belgique | 0 - 1   | Arabie saoudite | RFK Stadium Washington, États-Unis            |                                               |
| 29 juin 1994 · 12:30 heure locale · Historique des rencontres |          | (0 – 1) | Al-Owairan 5e   | Spectateurs : 52 959 Arbitrage : Hellmut Krug | Spectateurs : 52 959 Arbitrage : Hellmut Krug |
| 29 juin 1994 · 12:30 heure locale · Historique des rencontres | Rapport  |         |                 | Spectateurs : 52 959 Arbitrage : Hellmut Krug | Spectateurs : 52 959 Arbitrage : Hellmut Krug |

Note : Première rencontre officielle entre les deux nations.
| Coupe du monde 1994 Huitièmes de finale                         | Allemagne                     | 3 - 2   | Belgique             | Soldier Field Chicago, États-Unis                   |                                                     |
| 2 juillet 1994 · 12:00 heure locale · Historique des rencontres | Völler 5e 39e · Klinsmann 11e | (3 – 1) | Grün 8e · Albert 90e | Spectateurs : 60 246 Arbitrage : Kurt Röthlisberger | Spectateurs : 60 246 Arbitrage : Kurt Röthlisberger |
| 2 juillet 1994 · 12:00 heure locale · Historique des rencontres | Rapport                       |         |                      | Spectateurs : 60 246 Arbitrage : Kurt Röthlisberger | Spectateurs : 60 246 Arbitrage : Kurt Röthlisberger |

| Championnat d'Europe 1996 Éliminatoires - Groupe 2                | Belgique                              | 2 - 0   | Arménie | Stade Constant Vanden Stock Anderlecht, Belgique          |                                                           |
| 7 septembre 1994 · 20:15 heure locale · Historique des rencontres | Krbachyan (en) 3e (csc) · Degryse 73e | (1 – 0) |         | Spectateurs : 6 140 Arbitrage : John Ferry (arbitre) (hu) | Spectateurs : 6 140 Arbitrage : John Ferry (arbitre) (hu) |
| 7 septembre 1994 · 20:15 heure locale · Historique des rencontres | Rapport                               |         |         | Spectateurs : 6 140 Arbitrage : John Ferry (arbitre) (hu) | Spectateurs : 6 140 Arbitrage : John Ferry (arbitre) (hu) |

Note : Première rencontre officielle entre les deux nations.
| Championnat d'Europe 1996 Éliminatoires - Groupe 2               | Danemark                               | 3 - 1   | Belgique    | Parken Stadium Copenhague, Danemark                 |                                                     |
| 12 octobre 1994 · 19:15 heure locale · Historique des rencontres | Vilfort 35e · Jensen 72e · Strudal 86e | (1 – 1) | Degryse 30e | Spectateurs : 40 075 Arbitrage : Pierluigi Pairetto | Spectateurs : 40 075 Arbitrage : Pierluigi Pairetto |
| 12 octobre 1994 · 19:15 heure locale · Historique des rencontres | Rapport                                |         |             | Spectateurs : 40 075 Arbitrage : Pierluigi Pairetto | Spectateurs : 40 075 Arbitrage : Pierluigi Pairetto |

| Championnat d'Europe 1996 Éliminatoires - Groupe 2                | Belgique     | 1 - 1   | ARY de Macédoine   | Stade Constant Vanden Stock Anderlecht, Belgique      |                                                       |
| 16 novembre 1994 · 20:15 heure locale · Historique des rencontres | Verheyen 31e | (1 – 0) | Boškovski (en) 50e | Spectateurs : 5 839 Arbitrage : Sergei Khusainov (en) | Spectateurs : 5 839 Arbitrage : Sergei Khusainov (en) |
| 16 novembre 1994 · 20:15 heure locale · Historique des rencontres | Rapport      |         |                    | Spectateurs : 5 839 Arbitrage : Sergei Khusainov (en) | Spectateurs : 5 839 Arbitrage : Sergei Khusainov (en) |

Note : Première rencontre officielle entre les deux nations.
| Championnat d'Europe 1996 Éliminatoires - Groupe 2                | Belgique   | 1 - 4   | Espagne                                                         | Stade Constant Vanden Stock Anderlecht, Belgique |                                              |
| 17 décembre 1994 · 20:30 heure locale · Historique des rencontres | Degryse 6e | (1 – 1) | Hierro 28e · Donato 56e (pen.) · Salinas 68e · Luis Enrique 89e | Spectateurs : 15 074 Arbitrage : Ahmet Çakar     | Spectateurs : 15 074 Arbitrage : Ahmet Çakar |
| 17 décembre 1994 · 20:30 heure locale · Historique des rencontres | Rapport    |         |                                                                 | Spectateurs : 15 074 Arbitrage : Ahmet Çakar     | Spectateurs : 15 074 Arbitrage : Ahmet Çakar |

## Les joueurs
| Joueurs                 | Joueurs            | Amical | Amical | Amical | CM 1994 | CM 1994 | CM 1994 | CM 1994 | QCE 1996 | QCE 1996 | QCE 1996 | QCE 1996 |
| ----------------------- | ------------------ | ------ | ------ | ------ | ------- | ------- | ------- | ------- | -------- | -------- | -------- | -------- |
| Gardiens de but         |                    |        |        |        |         |         |         |         |          |          |          |          |
| Michel Preud'homme      | KV Malines         | 90     | 90     | 90     | 90      | 90      | 90      | 90      | 90       |          | 90       | 90 46e   |
| Filip De Wilde          | RSC Anderlecht     | r      | r      | r      | r       | r       | r       | r       | r        | r        |          |          |
| Dany Verlinden          | Club Bruges KV     |        | r      | r      | r       | r       | r       | r       |          |          |          |          |
| Gilbert Bodart          | Standard de Liège  |        |        |        |         |         |         |         |          | 90       | r        | r        |
| Défenseurs              |                    |        |        |        |         |         |         |         |          |          |          |          |
| Dirk Medved             | Club Bruges KV     | 90     | r      | r      | r       | 78e     | 90      | r       |          | r        | r        | r        |
| Philippe Albert         | RSC Anderlecht     | 46e    | 46e    | 46e    | r       | 90      | 90      | 90 38e  | 90       | 90       |          | 90 48e   |
| Marc Emmers             | RSC Anderlecht     | 90     | 46e    | 80e    | 54e     | 78e     | r       | 90      | 76e      |          |          |          |
| Rudi Smidts             | Royal Antwerp FC   | 90     | 46e    | 46e    | 90      | 61e     | 90 80e  | 65e     | 90 74e   | 90       | 90       | 90       |
| Vital Borkelmans        | Club Bruges KV     | r      | r      | 46e    | 85e     | 61e 20e | r       | r       |          | 78e      |          |          |
| Éric Van Meir           | R Charleroi SC     | 46e    | r      | r      | r       | r       | r       | r       |          | 90       | r        |          |
| Georges Grün            | Parme AC           |        | 71e    | 90     | 90 81e  | 90      | r       | 90      |          |          |          |          |
| Michel De Wolf          | RSC Anderlecht     |        | 90     | 90     | 90      | 90      | 90      | 90      | 90 50e   |          |          |          |
| Pascal Renier           | Club Bruges KV     |        | 71e    | r      | r       | r       | r       | r       |          |          | r        |          |
| Régis Genaux            | Standard de Liège  |        |        |        |         |         |         |         | 90       | 90 79e   | 90       | 90       |
| Philippe Léonard        | Standard de Liège  |        |        |        |         |         |         |         | r        |          |          |          |
| Bertrand Crasson        | RSC Anderlecht     |        |        |        |         |         |         |         |          |          | 90       | 90       |
| Milieux                 |                    |        |        |        |         |         |         |         |          |          |          |          |
| Danny Boffin            | RSC Anderlecht     | 90     | 90     | 46e    | 85e     | r       | 90      | 65e     | 67e      | r        | 90       | 90       |
| Lorenzo Staelens        | Club Bruges KV     | 90     | 46e    | 90     | 90      | 90      | 90      | 90      | 76e      | 90       | 90       | 90       |
| Stephan Van der Heyden  | Club Bruges KV     | 65e    | r      | r      | r       | r       | r       | r       | 67e      | r        |          |          |
| Enzo Scifo              | AS Monaco          |        | 90     | 90     | 90      | 90      | 90 61e  | 90      |          |          |          |          |
| Franky Van der Elst     | Club Bruges KV     |        | 90     | 90     | 90      | 90      | 90      | 90      | 90       | 90 40e   | 90       | 90       |
| Gert Verheyen           | Club Bruges KV     |        |        |        |         |         |         |         | r        | 90       | 90       | 46e      |
| Johan Walem             | RSC Anderlecht     |        |        |        |         |         |         |         |          |          | 69e      | r        |
| Alain Bettagno          | Standard de Liège  |        |        |        |         |         |         |         |          |          |          | 46e      |
| Attaquants              |                    |        |        |        |         |         |         |         |          |          |          |          |
| Marc Degryse            | RSC Anderlecht     | 90     | 63e    | 90     | 90      | 90      | 23e     | r       | 90       | 90       | 90       | 90       |
| Luc Nilis               | RSC Anderlecht     | 90     | 90     | 80e    | 54e     | r       | 23e     | 76e     |          |          | 90       |          |
| Luis Oliveira           | Cagliari Calcio    | 65e    |        |        |         |         |         |         | 90       | 78e      |          |          |
| Alexandre Czerniatynski | KV Malines         | 46e    | r      | r      | r       | r       | r       | 76e     |          |          |          |          |
| Marc Wilmots            | Standard de Liège  | 46e    | 63e    | 74e    | r       | r       | 53e     | r       |          |          |          |          |
| Josip Weber             | Cercle Bruges KSV  |        | 90 ,   | 74e    | 90 85e  | 90      | 53e     | 90      | 90       | 90       |          |          |
| Gilles De Bilde         | SC Eendracht Alost |        |        |        |         |         |         |         |          |          | 69e      | 90       |
| Francis Severeyns       | Royal Antwerp FC   |        |        |        |         |         |         |         |          |          |          | r        |

Un « r » indique un joueur qui était parmi les remplaçants mais qui n'est pas monté au jeu.
1. 1 2 3 4 5 6  Dernière sélection officielle pour le joueur.
2. 1 2 3 4 5  Première sélection officielle pour le joueur.
3. 1 2 3  Premier but officiel pour le joueur.

## Aspects socio-économiques

### Couverture médiatique
| Jour de diffusion | Match                      | Compétition          | Diffuseur francophone | Diffuseur néerlandophone |
| ----------------- | -------------------------- | -------------------- | --------------------- | ------------------------ |
| 16 février 1994   | Malte - Belgique           | Amical               | non diffusé           | BRTN                     |
| 4 juin 1994       | Belgique - Zambie          | Amical               | RTBF                  | BRTN                     |
| 8 juin 1994       | Belgique - Hongrie         | Amical               | RTBF                  | VTM                      |
| 19 juin 1994      | Belgique - Maroc           | Coupe du monde       | RTBF                  | BRTN                     |
| 25 juin 1994      | Belgique - Pays-Bas        | Coupe du monde       | RTBF                  | BRTN                     |
| 29 juin 1994      | Belgique - Arabie saoudite | Coupe du monde       | RTBF                  | BRTN                     |
| 2 juillet 1994    | Allemagne - Belgique       | Coupe du monde       | RTBF                  | BRTN                     |
| 7 septembre 1994  | Belgique - Arménie         | Championnat d'Europe | RTBF                  | VTM                      |
| 12 octobre 1994   | Danemark - Belgique        | Championnat d'Europe | RTBF                  | VTM                      |
| 16 novembre 1994  | Belgique - Macédoine       | Championnat d'Europe | RTBF                  | VTM                      |
| 17 décembre 1994  | Belgique - Espagne         | Championnat d'Europe | RTBF                  | VTM                      |

Source : Programme TV dans Gazet van Antwerpen.

## Sources

### Archives
1. ↑  (nl) « Concentra online archief », sur krantenarchief.concentra.be, Mediahuis.

### Statistiques
1. ↑  « CLASSEMENT MASCULIN », sur fifa.com, FIFA, 20 décembre 1994 (consulté le 10 août 2021)